# Adalardo di Parigi
Adalardo di Parigi (in lingua franca: Adalhard) (830 circa – Parigi, 10 ottobre 890) è stato un nobile francese.
Fu conte palatino dall'877 e conte di Parigi da circa l'885 fino alla sua morte.
Fu anche marchese del Friuli.

## Biografia
Adalardo di Parigi era il figlio del conte Wulfhard di Flavigny e di Susanna di Parigi, figlia maggiore del conte Begone di Parigi.
Verso l'882, succedette come conte di Parigi a suo zio Leotardo II di Parigi, figlio del conte Begone di Parigi.
Mantenne il titolo da circa l'885 all'890.
I suoi figli furono:
- Wulfhard di Flavigny, (circa 855 - circa 893), Abate di Flavigny, cancelliere dell'Impero.
- Adelaide di Parigi (10 aprile 853 - 10 novembre 901), che sposò il Re Luigi II di Francia, da cui nacque il futuro Re Carlo III di Francia[1].

Corrado I di Borgogna della famiglia Welfen (guelfi) gli succedette come conte di Parigi.